# Trás-os-Montes (zespół miejski)
Trás-os-Montes (port. Trás-os-Montes ComUrb) – pomocnicza jednostka administracji samorządowej. W skład zespołu wchodzi 15 gmin (posortowane według liczby mieszkańców): Chaves, Bragança, Mirandela, Valpaços, Macedo de Cavaleiros, Vila Pouca de Aguiar, Montalegre, Mogadouro, Vinhais, Miranda do Douro, Ribeira de Pena, Boticas, Alfândega da Fé, Vimioso oraz Freixo de Espada à Cinta. W roku 2001 populacja zespołu wynosiła 227 883 mieszkańców.